# 德宿站

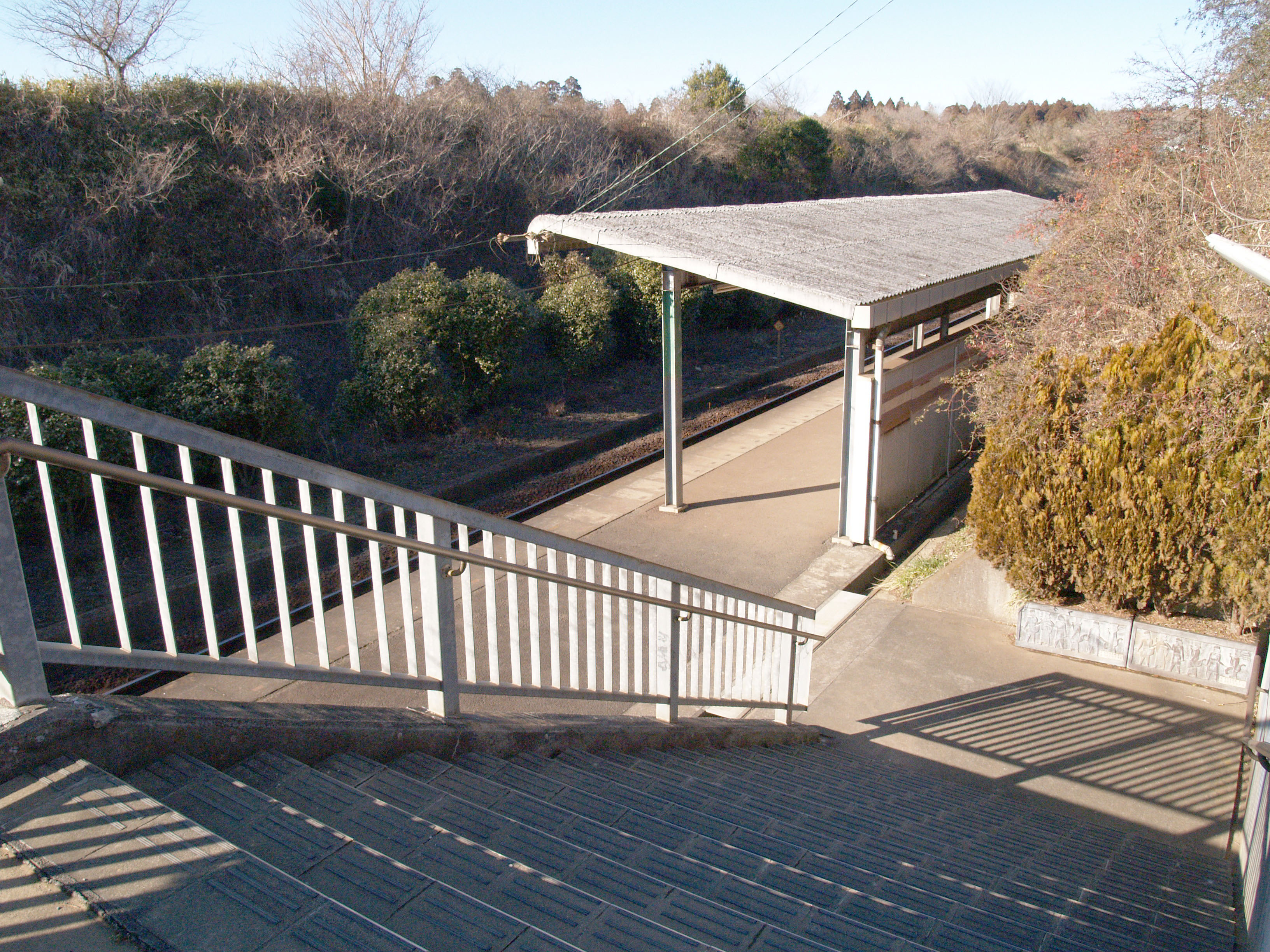
從樓梯處望向月台（2014年1月）

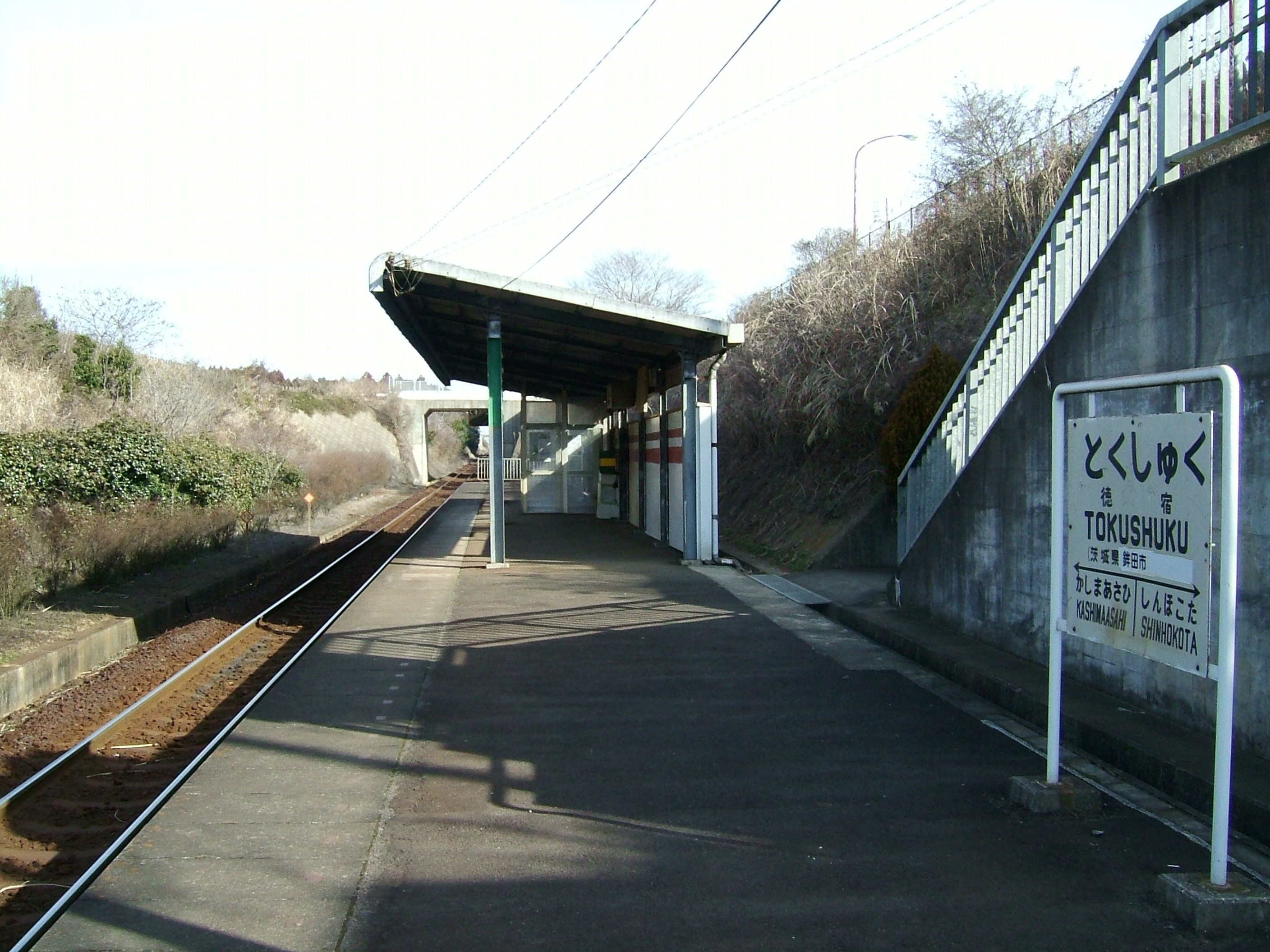
月台（2008年3月）

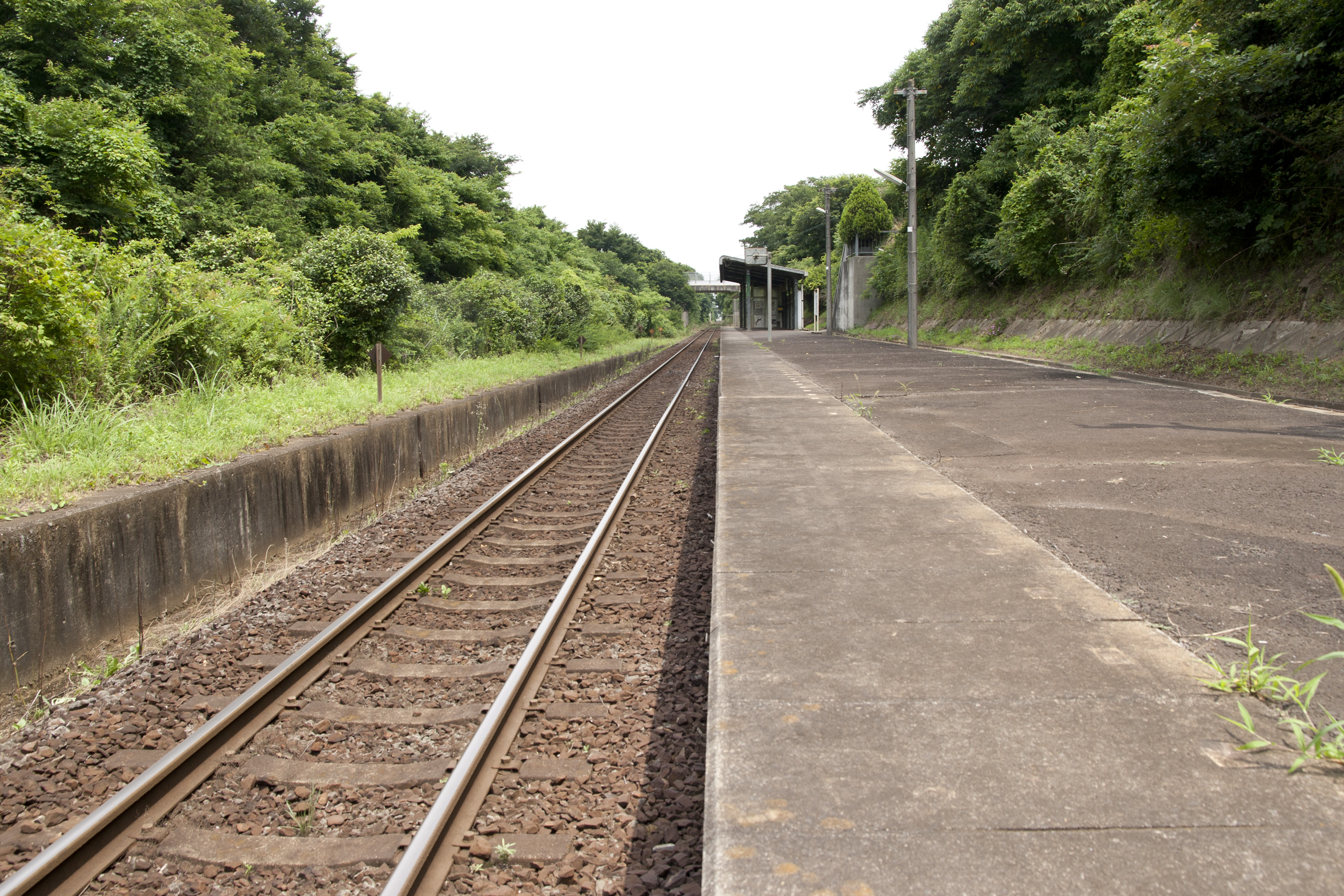
月台望向水戶方向) (2017年7月12日)

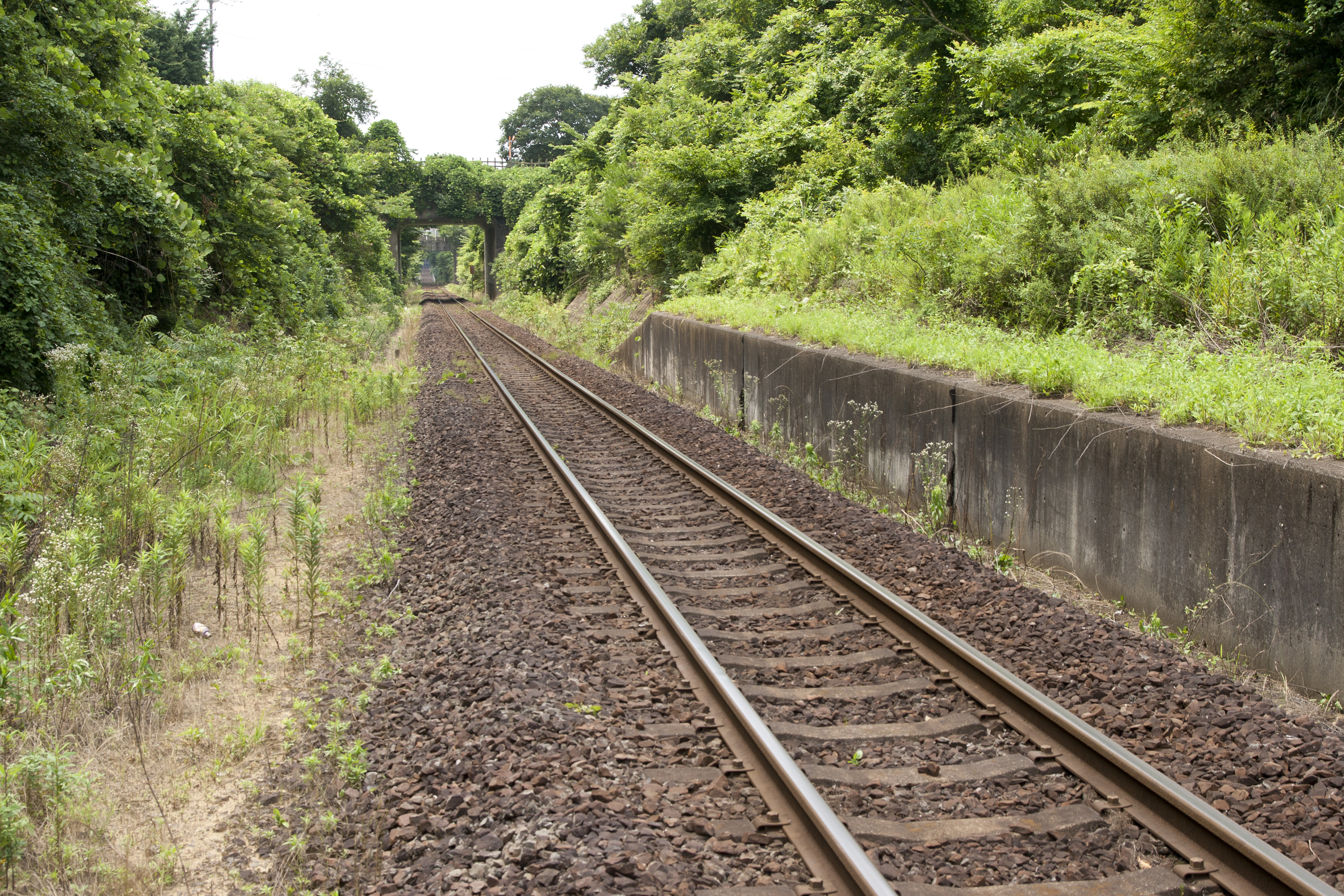
月台望向鹿島神宮方向) (2017年7月12日)

德宿站（日语：／ Tokushuku eki */?）是位於茨城縣鉾田市德宿795番3號，鹿島臨海鐵道的大洗鹿島線車站。
此站位於鉾田市（舊·鉾田町）北部位置，鄰近當地特產直銷處Sun Green旭。

## 歷史
- 1985年（昭和60年）3月14日 - 大洗鹿島線開通，此站啟用。

## 車站構造
此站是地面車站，設有1面1線的單式月台。月台建設在路塹中。

## 在此站的運行形態
- 上行（鹿島旭、大洗、水戶方向）
  - 日間設有大約每小時1班普通列車（前往水戶）停靠[2]。
- 下行（新鉾田、大洋、鹿島神宮方向）
  - 日間設有大約每小時1-2班普通列車（前往鹿島神宮）停靠，早上和黃昏設有前往新鉾田的列車[2]。

## 使用狀況
| 1日上下車人次變化 | 1日上下車人次變化 |
| 年度              | 1日平均人次       |
| ----------------- | ----------------- |
| 2011年            | 53                |
| 2012年            | 99                |
| 2013年            | 89                |
| 2014年            | 71                |
| 2015年            | 71                |

## 車站周邊
- 德宿郵局
- 德宿城（日语：徳宿城）址
- 鉾田川（日语：鉾田川）
- 茨城縣道114号下太田鉾田線（日语：茨城県道114号下太田鉾田線）

在車站西南方3公里處設有舊·鹿島鐵道線坂戶站。

## 相鄰車站
鹿島臨海鐵道
■大洗鹿島線
鹿島旭－德宿－新鉾田

## 注腳
1. ↑  徳宿駅.公式ホームページ （页面存档备份，存于）（日語）
2. 1 2  徳宿駅時刻表.駅探（日語）
3. ↑  国土数値情報(駅別乗降客数データ)  （页面存档备份，存于）（日語） - 國土交通省，2019年7月3日參閲

## 外部連結
- 德宿 | 鹿島臨海鐵道株式會社 （页面存档备份，存于）（日語）